# Onderwijs in Utrecht (stad)

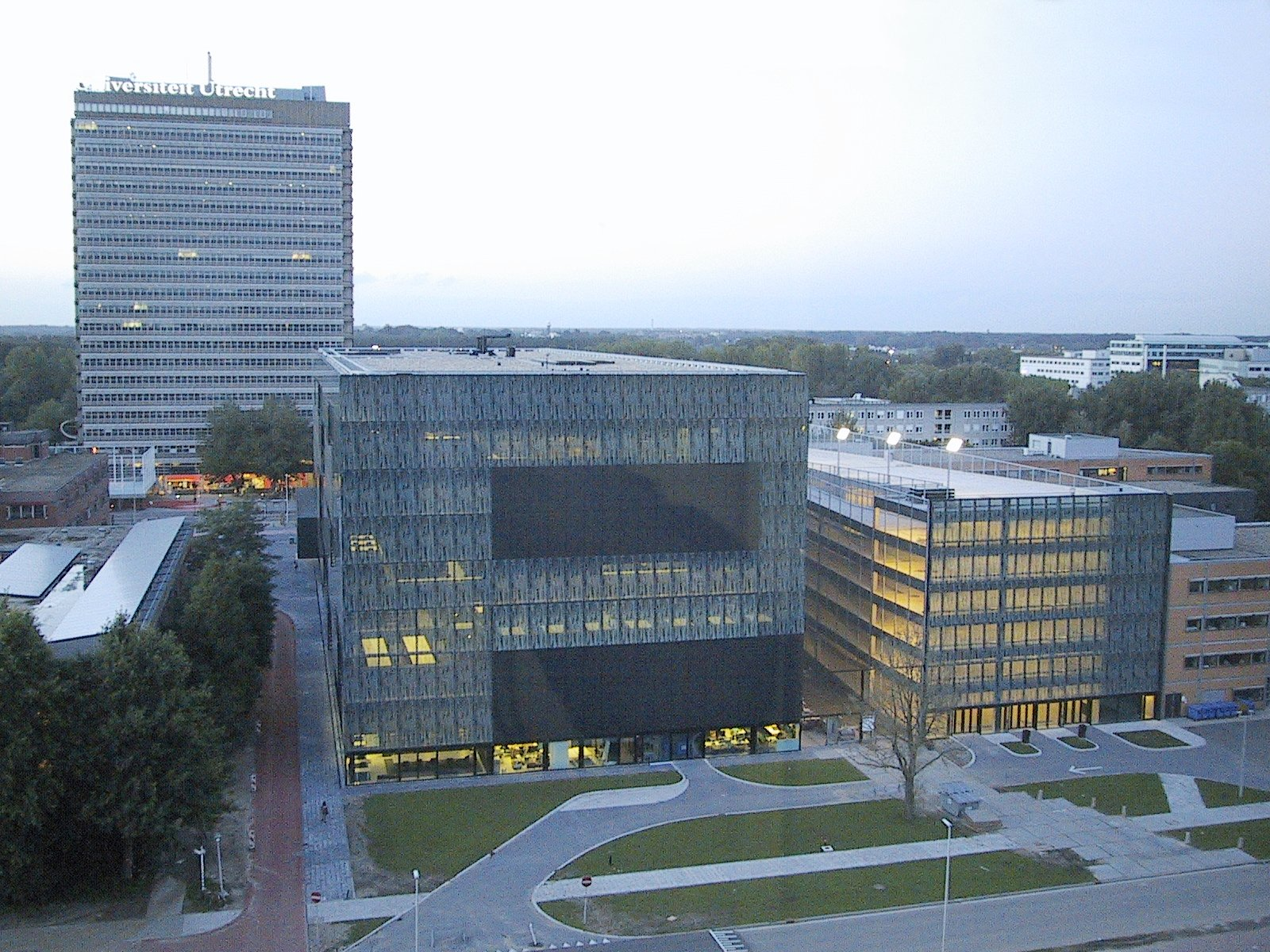
In de subwijk De Uithof aan de oostzijde van Utrecht zijn de sociale en exacte faculteiten van de Universiteit Utrecht te vinden, evenals de Hogeschool Utrecht. Vooraan de Universiteitsbibliotheek, ontworpen door Wiel Arets, en op de achtergrond het Willem C. van Unnikgebouw.

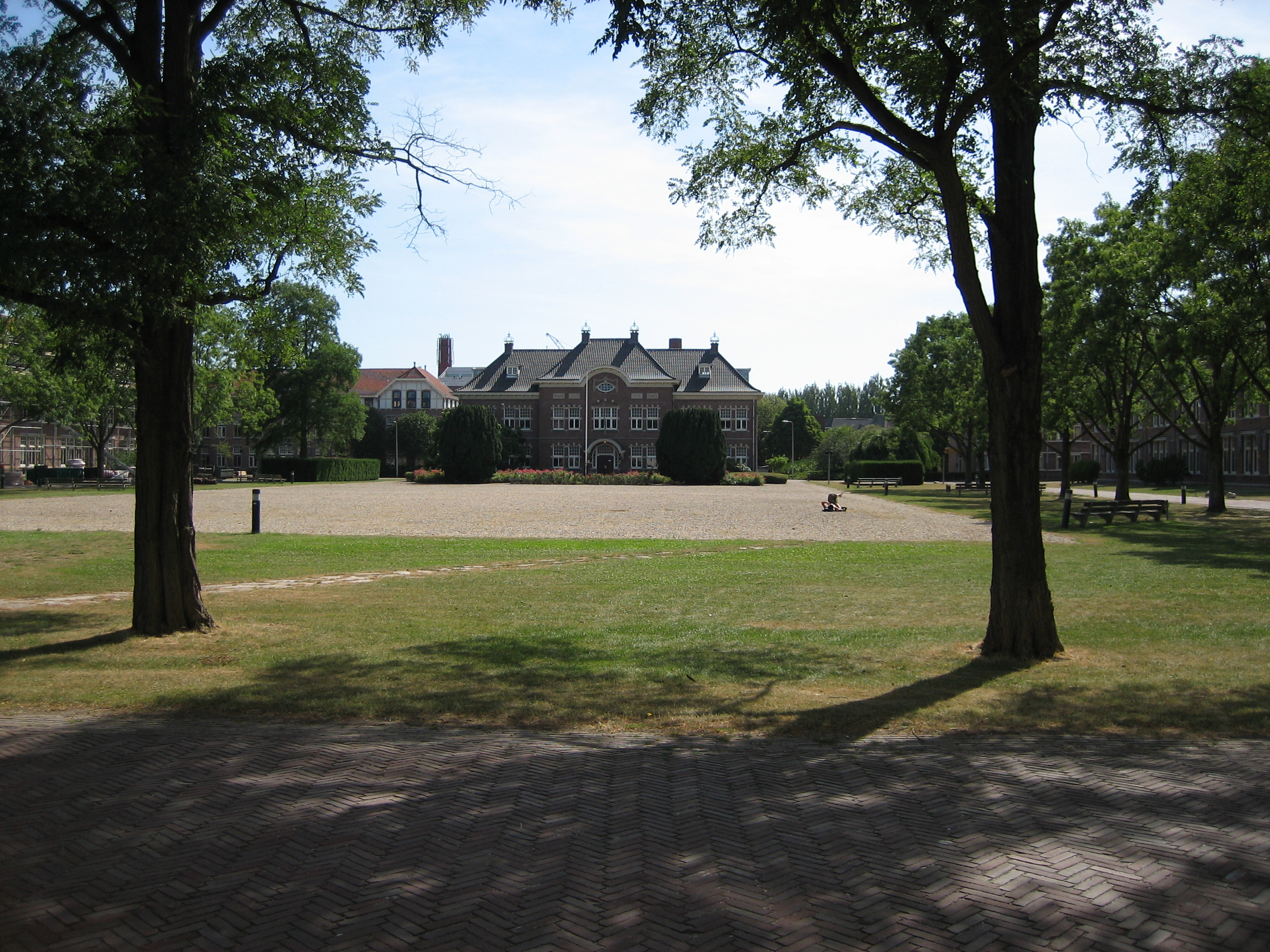
Het University College Utrecht, onderdeel van de universiteit, is de grootste internationale onderwijsinstelling van de regio Utrecht.

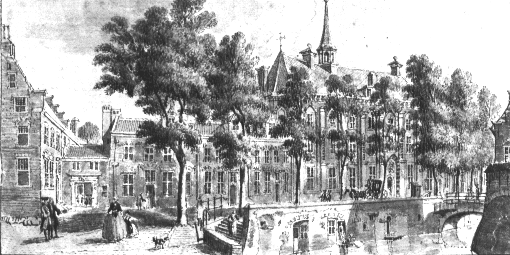
De Hiëronymusschool was lange tijd een van de belangrijkste onderwijsinstellingen van Utrecht. Later is het opgegaan in het Utrechts Stedelijk Gymnasium.

De Nederlandse stad Utrecht neemt binnen de gelijknamige provincie een belangrijke plaats in op het gebied van onderwijs. De Universiteit Utrecht (opgericht in 1636) is de grootste van Nederland, en wordt nationaal en internationaal beschouwd als een van de betere universiteiten. Daarnaast telt de Domstad drie hogescholen; alle hogeronderwijsinstellingen tezamen bieden plaats aan ongeveer 65.000 studenten. Verder zijn er in Utrecht een twintigtal middelbare scholen gevestigd (afhankelijk van de definitie) en meer dan 80 basisscholen.

## Geschiedenis
De eerste school in Utrecht was verbonden aan het door bisschop Willibrord aan het begin van de 8e eeuw opgerichte Sint-Martinusklooster, en was bedoeld ter ondersteuning van het bekeringswerk. Deze Domschool kwam tot bloei onder leiding van abt Gregorius (707-776), zelf een leerling van Bonifatius. De instelling werd volgens Liudger van Utrecht, bisschop van Münster en oud-leraar aan de school, bezocht door onder meer Franken, Friezen, Saksen en Angelen die er werden onderwezen in Bijbelstudie, canoniek recht en het lezen en schrijven van Latijn.
Tijdens de plunderingen door de Noormannen in het gebied rond Utrecht ontvluchtten de bisschoppen rond 860 deze plaats en werd de school opgeheven. Omstreeks 918 werd hij echter heropgericht als kathedraalschool, waarna de instelling uitgroeide tot een belangrijk intellectueel centrum van het Duitse Rijk; in de 10e en 11e eeuw werd het beschouwd als de belangrijkste wetenschappelijke en onderwijskundige gemeenschap, waar alle zeven vrije kunsten werden onderwezen (te weten grammatica, logica, dialectica, rekenkunde, meetkunde, sterrenkunde en muziek). In het begin van de 12e eeuw zette het verval in, toen de functie van hogeronderwijsinstelling werd overgenomen door buitenlandse universiteiten zoals die van Parijs. Vanaf de 13e eeuw fungeerde de school enkel als lagere en middelbare school voor de burgerij en kanunniken van de Domkerk.
Het onderwijsaanbod groeide in die periode exponentieel. Veel parochies kozen ervoor een school op te richten die aan de parochiekerk was verbonden en ook veelal opleidden tot een functie binnen de kerkelijke gemeenschap. Zo kreeg de Domstad er binnen korte tijd acht nieuwe scholen bij; vier parochiescholen bij de Buurkerk, Geertekerk, Sint-Jacobskerk en Nicolaïkerk en vier kapittelscholen bij de Sint-Salvatorkerk, Janskerk, Pieterskerk en Mariakerk. Daarnaast werd aan het eind van de 15e eeuw door de Broeders des Gemenen Levens een eigen instelling opgericht aan de Kromme Nieuwegracht, de Hiëronymusschool genaamd. Deze Latijnse school groeide hard, werd door het stadsbestuur gesubsidieerd. Omstreeks 1634 werd er een illustere school aan verbonden die in 1636 tot universiteit werd verheven. De Hiëronymusschool werd uiteindelijk rond 1870 het eerste gymnasium in Utrecht in de vorm van het Utrechts Stedelijk Gymnasium, tot op heden een van de twee categorale gymnasia in Utrecht; de andere is het in 1897 opgerichte Christelijk Gymnasium Utrecht.
Vanaf het eind van de negentiende eeuw nam met de welvaart in West-Europa ook het aantal onderwijsinstellingen sterk toe, en Utrecht was daarop geen uitzondering. Vooral basisscholen maakten een sterke groei door, omdat families steeds vaker de financiële middelen en de tijd hadden om hun kroost al op jonge leeftijd naar school te sturen. De oudste nog steeds bestaande basisschool is OBS Pieterskerkhof aan het Pieterskerkhof, in 1824 opgericht als de eerste openbare school. De twee grootste groeiperiodes waren de jaren 20 - vanwege de bouw van nieuwe arbeiderswijken - en de jaren 70 - naar aanleiding van de bouw van buitenwijken als Lunetten en Rijnsweerd. Vandaag de dag komt de grootste vraag naar (basis)onderwijs uit de Vinex-wijk Leidsche Rijn.

## Overzicht

### Hoger onderwijs
| Naam                                         | Soort                       | Opgericht | Locatie               | Opmerkingen                                      | Afbeelding |
| -------------------------------------------- | --------------------------- | --------- | --------------------- | ------------------------------------------------ | ---------- |
| Universiteit Utrecht                         | Universiteit                | 1636      | De Uithof/Binnenstad  | - Grootste van Nederland                         |            |
| Universiteit voor Humanistiek                | Universiteit                | 1986      | Binnenstad            | - Op humanistische grondslag                     |            |
| Katholieke Theologische Universiteit Utrecht | Universiteit                | 1967      | De Uithof             | - Onderdeel van de Universiteit van Tilburg      |            |
| Tias School for Business                     | Universiteit                | 1987      | Binnenstad            | - MBA-opleiding onderdeel van Tilburg University |            |
| University College Utrecht                   | Liberal arts college        | 1998      | Rijnsweerd            | - Onderdeel van de Universiteit Utrecht          |            |
| Hogeschool Utrecht                           | Hogeschool                  | 1988      | De Uithof/Binnenstad  |                                                  |            |
| Hogeschool voor de Kunsten Utrecht           | Hogeschool                  | 1987      | Binnenstad/Oost       | - Kunstacademie                                  |            |
| Marnix Academie                              | Hogeschool                  | 1984      | Tuindorp Oost         | - Opleiding voor basisonderwijs                  |            |
| Hogeschool Domstad                           | Hogeschool                  |           | Leidseweg en omgeving | - Opleiding voor basisonderwijs                  |            |
| Hogeschool Tio                               | Hogeschool                  | 1960      | Utrecht-Noordwest     | - Opleiding voor toerisme                        |            |
| ROC Midden Nederland                         | Middelbaar beroepsonderwijs | 2003      | Heel Utrecht          | - Regionaal opleidingencentrum                   |            |
| ROC ASA                                      | Middelbaar beroepsonderwijs |           | Heel Utrecht          | - Regionaal opleidingencentrum                   |            |
| Nimeto Utrecht                               | Middelbaar beroepsonderwijs | 1959      | Voordorp              |                                                  |            |
| Grafisch Lyceum Utrecht                      | Middelbaar beroepsonderwijs | 1907      | Utrecht-Zuidwest      | - Opleiding voor grafische vormgeving            |            |

### Voortgezet onderwijs
| Naam                          | Onderwijsvorm                   | Denominatie             | Opgericht    | Locatie                     | Opmerkingen | Afbeelding |
| ----------------------------- | ------------------------------- | ----------------------- | ------------ | --------------------------- | --- | ---------- |
| Amadeus Lyceum                | Vmbo-tl Havo Atheneum Gymnasium | Protestants-christelijk | 2004         | Vleuterweide                | - Onderdeel van de Willibrord Stichting                                                                                   |            |
| De Kleine Prins Utrecht       | Vmbo                            | Openbaar                | 1956         | Utrecht                     | - School voor leerlingen met een motorische handicap                                                                      |            |
| Auris College                 | Vmbo                            | Openbaar                |              | Overvecht                   | - School voor leerlingen met een auditieve of communicatieve beperking - Voorheen Alfonso Corti School                    |            |
| St. Bonifatiuscollege         | Havo Atheneum Gymnasium         | Rooms-katholiek         | 1922         | Abstede                     | - Onderdeel van de Willibrord Stichting                                                                                   |            |
| Centraal College              | Vmbo                            | Openbaar                | 1877         | Rubenslaan en omgeving      | - Onderdeel van NUOVO - Opgeheven                                                                                         |            |
| Christelijk Gymnasium Utrecht | Gymnasium                       | Protestants-christelijk | 1897         | Lombok/Leidseweg            | - Onderdeel van de Willibrord Stichting                                                                                   |            |
| Gerrit Rietveld College       | Vmbo-tl Havo Atheneum Gymnasium | Protestants-christelijk | 2005 (fusie) | Tuindorp                    | - Onderdeel van de Willibrord Stichting - Fusie van Collega Blaucapel en College De Klop                                  |            |
| Globe College                 | Vmbo                            | Protestants-christelijk |              | Transwijk                   | - Onderdeel van de Willibrord Stichting - Voorheen Delta College                                                          |            |
| St. Gregorius College         | Vmbo Havo VWO                   | Rooms-katholiek         | 1873         | Museumkwartier              | - Onderdeel van de Willibrord Stichting                                                                                   |            |
| Herderschêeschool             | Vmbo                            | Openbaar                |              | Pijlsweerd                  | - School voor ZMLK-onderwijs                                                                                              |            |
| Instituut Blankestijn         | Vmbo (mavo) Havo Vwo            | Neutraal                | 1965         | Museumkwartier              | - Particuliere school voor mavo, havo en vwo.                                                                             |            |
| Kranenburgschool              | Praktijkonderwijs               | Protestants-christelijk |              | Lod. Napoleonplantsoen e.o. | - Onderdeel van de Willibrord Stichting                                                                                   |            |
| Leidsche Rijn College         | Havo Atheneum Gymnasium         | Openbaar                | 1999         | Leidsche Rijn               | - Onderdeel van NUOVO |            |
| Liefland College              | Vmbo-tl                         | Rooms-katholiek         |              | Tuindorp                    | - Onderdeel van de Willibrord Stichting - Voorheen St. Gerardus Majella Mavo - Deze school is inmiddels opgeheven (2010)  |            |
| Luzac College                 | Vmbo-tl Havo VWO                | Openbaar                |              | Museumkwartier              | - Onderdeel van Luzac Opleidingen - Particuliere school                                                                   |            |
| De Passie                     | Vmbo-tl Havo VWO                | Evangelisch-christelijk | 1999         | Lunetten                    | - Ook vestigingen in Amsterdam, Rotterdam, Wierden                                                                        |            |
| VSO de Pelsschool             | Vmbo                            | Openbaar                |              | Abstede                     | - School voor speciaal onderwijs                                                                                          |            |
| POUWER                        | Praktijkonderwijs               | Openbaar                |              | Overvecht                   | - Onderdeel van NUOVO - Voorheen Dr. Vliegenthartschool                                                                   |            |
| Prinses Wilhelminaschool      | Vmbo                            | Protestants-christelijk | 1950         | Kanaleneiland               | - School voor speciaal onderwijs - Onderdeel van de Stichting Protestants Christelijk Onderwijs                           |            |
| Rafaëlschool                  | Vmbo                            | Protestants-christelijk |              | Kanaleneiland               | - School voor speciaal onderwijs - Onderdeel van de Stichting Protestants Christelijk Onderwijs                           |            |
| Het Rotsoord                  | Vmbo                            | Protestants-christelijk |              | Tolsteeg                    | - School voor leerlingen met een auditieve of communicatieve beperking - Onderdeel van de Koninklijke Effatha Guyot Groep |            |
| Winford College               | Vmbo Havo VWO                   | Openbaar                | 1973         | Museumkwartier              | - Particuliere school |            |
| UniC                          | Havo VWO                        | Openbaar                | 2004         | Kanaleneiland               | - Onderdeel van NUOVO |            |
| Utrechts Stedelijk Gymnasium  | Gymnasium                       | Openbaar                | 1474         | Rubenslaan en omgeving      | - Onderdeel van NUOVO |            |
| Utrecht-Zuid College          | Vmbo-tl                         | Protestants-christelijk |              | Kanaleneiland               | - Onderdeel van de Willibrord Stichting                                                                                   |            |
| Trajectum College             | Vmbo                            | Openbaar                |              | Overvecht                   | - Onderdeel van NUOVO |            |
| Via Nova College              | Vmbo                            | Openbaar                | 2005         | Leidsche Rijn               | - Onderdeel van NUOVO |            |
| Wellantcollege Utrecht        | Vmbo                            | Openbaar                | 2001         | Overvecht                   | - Onderdeel van Wellantcollege                                                                                            |            |
| X11                           | Vmbo                            | Openbaar                | 2005         | Dichterswijk                | - Onderdeel van NUOVO |            |

### Basisonderwijs
| Naam                                 | Denominatie             | Opgericht | Locatie                    | Opmerkingen | Afbeelding |
| ------------------------------------ | ----------------------- | --------- | -------------------------- | --- | ---------- |
| 2e Marnixschool                      | Protestants-christelijk | 1951      | Oog in Al                  | - Onderdeel van de Stichting Protestants Christelijk Onderwijs |            |
| Al Amana Zuilen                      | Islamitisch             | 1993      | Zuilen                     | - Voorheen Aboe Daoed |            |
| De Achtbaan                          | Rooms-katholiek         | 1999      | Leidsche Rijn              | - Onderdeel van de Katholieke Scholenstichting Utrecht |            |
| Agatha Snellenschool                 | Algemeen bijzonder      | 1898      | Museumkwartier             | - School voor algemeen bijzonder onderwijs |            |
| Anne Frankschool                     | Openbaar                |           | Transwijk                  | - Onderdeel van de Stichting Openbaar Primair Onderwijs Utrecht |            |
| Apollo 11                            | Openbaar                | 1969      | De Meern                   | - School voor daltononderwijs - Onderdeel van de Stichting Openbaar Primair Onderwijs Utrecht                                                                         |            |
| Montessorischool Arcade              | Openbaar                | 2002      | Het Zand                   | - School voor montessorionderwijs |            |
| De Kleine Prins Utrecht              | Openbaar                | 1956      | Utrecht                    | - School voor leerlingen met een motorische handicap |            |
| Ariënsschool                         | Rooms-katholiek         | 1956      | Hoograven                  | - Onderdeel van de Katholieke Scholenstichting Utrecht |            |
| De Baanbreker                        | Protestants-christelijk | 1979      | Lunetten                   | - Onderdeel van de Stichting Protestants Christelijk Onderwijs |            |
| De Beiaard                           | Rooms-katholiek         | 1970      | Tuindorp Oost              | |            |
| Instituut Blankestijn                | Neutraal                | 2002      | Museumkwartier             | - Particuliere basisschool voor groep 6, 7 en 8. |            |
| De Blauwe Aventurijn                 | Protestants-christelijk | 2011      | Hoograven                  | - Onderdeel van de Stichting Protestants Christelijk Onderwijs te Utrecht - Tot 1 juli 2011 was dit de Jan Willem van de Meeneschool                                  |            |
| De Boemerang                         | Protestants-christelijk |           | Ondiep                     | - Onderdeel van de Stichting Protestants Christelijk Onderwijs |            |
| De Boomgaard                         | Protestants-christelijk | 2001      | Leidsche Rijn              | - Onderdeel van de Stichting Protestants Christelijk Onderwijs |            |
| Jenaplanschool De Brug               | Protestants-christelijk | 1923      | Lombok                     | - School voor jenaplanonderwijs - Onderdeel van de Stichting Protestants Christelijk Onderwijs                                                                        |            |
| Wijzer aan de Vecht                  | Rooms-katholiek         | 1938      | Schaakbuurt                | - Onderdeel van de Katholieke Scholenstichting Utrecht - Tot 7 oktober 2015 ook bekend als De Carrousel                                                               |            |
| OBS de Cirkel                        | Openbaar                |           | Zuilen                     | - Onderdeel van de Stichting Openbaar Primair Onderwijs Utrecht |            |
| Jenaplanschool Cleophas              | Rooms-katholiek         | 1965      | Overvecht                  | - School voor jenaplanonderwijs |            |
| Da Costaschool (Hoograven)           | Protestants-christelijk | 1959      | Hoograven                  | - Onderdeel van de Stichting Protestants Christelijk Onderwijs |            |
| Da Costaschool (Kanaleneiland)       | Protestants-christelijk | 1962      | Kanaleneiland              | - Onderdeel van de Stichting Protestants Christelijk Onderwijs |            |
| Sint Dominicusschool                 | Rooms-katholiek         | 1956      | Oog in Al                  | - Onderdeel van de Katholieke Scholenstichting Utrecht |            |
| Dr. Bosschool                        | Openbaar                | 1884      | Tuinwijk Staatsliedenbuurt | - Onderdeel van de Stichting Openbaar Primair Onderwijs Utrecht |            |
| Montessorischool Buiten Wittevrouwen | Rooms-katholiek         | 1993      | Buiten Wittevrouwen        | - School voor montessorionderwijs - Onderdeel van de Katholieke Scholenstichting Utrecht                                                                              |            |
| RKBS Drie Koningen                   | Rooms-katholiek         |           | De Meern                   | |            |
| Eben Haëzerschool                    | Protestants-christelijk | 1969      | Oog in Al                  | - School voor reformatorisch onderwijs |            |
| De Fakkel                            | Protestants-christelijk |           | Tuinwijk                   | - Onderdeel van de Stichting Protestants Christelijk Onderwijs - School voor daltononderwijs                                                                          |            |
| Gertrudisschool                      | Rooms-katholiek         | 1923      | Rivierenwijk               | - Onderdeel van de Katholieke Scholenstichting Utrecht |            |
| Herderschêeschool                    | Openbaar                |           | Zuilen                     | - School voor ZMLK-onderwijs - Onderdeel van de Stichting Openbaar Primair Onderwijs Utrecht                                                                          |            |
| Hof ter Weide                        | Rooms-katholiek         | 2003      | Terwijde                   | - Onderdeel van de Katholieke Scholenstichting Utrecht |            |
| OBS de Hoge Raven                    | Openbaar                |           | Hoograven                  | - Onderdeel van de Stichting Openbaar Primair Onderwijs Utrecht |            |
| Sint Jan de Doperschool              | Rooms-katholiek         | 1923      | Hoograven                  | - Onderdeel van de Katholieke Scholenstichting Utrecht |            |
| Jan Nieuwenhuyzenschool              | Openbaar                |           | Lombok                     | - School voor daltononderwijs - Onderdeel van de Stichting Openbaar Primair Onderwijs Utrecht                                                                         |            |
| Joannes XXIII-school                 | Rooms-katholiek         |           | Kanaleneiland              | - Onderdeel van de Katholieke Scholenstichting Utrecht |            |
| Johannesschool                       | Rooms-katholiek         | 1968      | Overvecht                  | - Onderdeel van de Katholieke Scholenstichting Utrecht |            |
| OBS Jules Verne                      | Openbaar                |           | Ondiep                     | - Onderdeel van de Katholieke Scholenstichting Utrecht |            |
| OBS de Kaleidoscoop                  | Openbaar                |           | Kanaleneiland              | - Onderdeel van de Stichting Openbaar Primair Onderwijs Utrecht |            |
| De Kameleon                          | Rooms-katholiek         | 1995      | Nieuw Engeland             | - Onderdeel van de Katholieke Scholenstichting Utrecht |            |
| Kathedrale Koorschool                | Rooms-katholiek         | 1960      | Binnenstad                 | - School voor muziekonderwijs |            |
| SBO Het Keerpunt                     | Protestants-christelijk |           | Zuilen                     | - School voor speciaal onderwijs - Onderdeel van de Stichting Protestants Christelijk Onderwijs                                                                       |            |
| OBS Kees Valkenstein                 | Openbaar                | 1968      | Vleuten                    | - Onderdeel van de Katholieke Scholenstichting Utrecht |            |
| OBS de Kleine Dichter                | Openbaar                | 2007      | Dichterswijk               | - Onderdeel van de Stichting Openbaar Primair Onderwijs Utrecht |            |
| OBS de Klim                          | Openbaar                | 1978      | Lunetten                   | - Onderdeel van de Stichting Openbaar Primair Onderwijs Utrecht |            |
| OBS de Koekoek                       | Openbaar                | 1903      | Vogelenbuurt               | - Onderdeel van de Stichting Openbaar Primair Onderwijs Utrecht |            |
| Koningin Beatrixschool               | Protestants-christelijk |           | Leidsche Rijn              | - Onderdeel van de Stichting Protestants Christelijk Onderwijs |            |
| De Krullevaar                        | Protestants-christelijk |           | Leidsche Rijn              | - Onderdeel van de Stichting Protestants Christelijk Onderwijs |            |
| SBO Luc Stevensschool                | Openbaar                | 2002      | Kanaleneiland              | - School voor speciaal onderwijs - Onderdeel van de Katholieke Scholenstichting Utrecht                                                                               |            |
| Ludgerschool                         | Rooms-katholiek         |           | Elinkwijk/De Driehoek      | - Onderdeel van de Katholieke Scholenstichting Utrecht |            |
| Lukasschool                          | Protestants-christelijk |           | Kanaleneiland              | - Onderdeel van de Stichting Protestants Christelijk Onderwijs |            |
| Sint Maartenschool                   | Rooms-katholiek         |           | Overvecht                  | - Onderdeel van de Katholieke Scholenstichting Utrecht |            |
| Sint Maartenschool (Leidsche Rijn)   | Rooms-katholiek         | 2003      | Leidsche Rijn              | - Onderdeel van de Katholieke Scholenstichting Utrecht - School voor speciaal onderwijs                                                                               |            |
| Maaspleinschool                      | Openbaar                |           | Rivierenwijk               | - Onderdeel van de Stichting Openbaar Primair Onderwijs Utrecht |            |
| Maliebaanschool                      | Protestants-christelijk | 1921      | Buiten Wittevrouwen        | - Onderdeel van de Stichting Protestants Christelijk Onderwijs |            |
| Marcusschool                         | Rooms-katholiek         | 1996      | Schaakbuurt                | - Onderdeel van de Katholieke Scholenstichting Utrecht |            |
| Mattheusschool                       | Rooms-katholiek         | 1996      | Overvecht                  | - Onderdeel van de Katholieke Scholenstichting Utrecht |            |
| De Meander                           | Openbaar                | 1965      | De Meern                   | - School voor montessorionderwijs - Onderdeel van de Stichting Openbaar Primair Onderwijs Utrecht                                                                     |            |
| Taalschool het Mozaïek               | Protestants-christelijk |           | Ondiep                     | - Onderdeel van de Katholieke Scholenstichting Utrecht |            |
| De Nieuwe Regentesseschool           | Openbaar                | 1983      | Buiten Wittevrouwen        | - School voor freinetonderwijs |            |
| De Notenboom                         | Rooms-katholiek         | 2005      | Sterrenwijk                | - Onderdeel van de Katholieke Scholenstichting Utrecht |            |
| OBS Oog in Al                        | Openbaar                |           | Oog in Al                  | - School voor montessorionderwijs - School met twee locaties: Johan de Wittschool en montessorischool - Onderdeel van de Stichting Openbaar Primair Onderwijs Utrecht |            |
| Op Dreef                             | Protestants-christelijk |           | Overvecht                  | - Onderdeel van de Katholieke Scholenstichting Utrecht |            |
| De Optimist                          | Openbaar                |           | 2e Daalsebuurt             | - School voor speciaal onderwijs |            |
| OBS Overvecht                        | Openbaar                |           | Overvecht                  | - Onderdeel van de Stichting Openbaar Primair Onderwijs Utrecht - Verdeeld over vier locaties                                                                         |            |
| OBS de Panda                         | Openbaar                |           | Kanaleneiland              | - Onderdeel van de Stichting Openbaar Primair Onderwijs Utrecht |            |
| OBS Pantarijn                        | Openbaar                | 1998      | De Meern                   | - Onderdeel van de Stichting Openbaar Primair Onderwijs Utrecht |            |
| OBS Parckwijk                        | Openbaar                | 1999      | Oudenrijn                  | - Onderdeel van de Stichting Openbaar Primair Onderwijs Utrecht |            |
| Parkschool                           | Protestants-christelijk |           | Lombok                     | - Onderdeel van de Katholieke Scholenstichting Utrecht |            |
| Paulusschool                         | Rooms-katholiek         |           | Tuindorp                   | - Onderdeel van de Katholieke Scholenstichting Utrecht |            |
| De Pelsschool                        | Openbaar                |           | Voordorp                   | - School voor speciaal onderwijs |            |
| De Pijlstaart                        | Rooms-katholiek         |           | Pijlsweerd                 | - Onderdeel van de Katholieke Scholenstichting Utrecht |            |
| De Piramide                          | Protestants-christelijk |           | Zuilen                     | - Onderdeel van de PCOU Willibrord |            |
| Prinses Margrietschool               | Openbaar                |           | Zuilen                     | - Onderdeel van de Stichting Openbaar Primair Onderwijs Utrecht - Verdeeld over twee locaties                                                                         |            |
| Prinses Wilhelminaschool             | Protestants-christelijk | 1950      | Kanaleneiland              | - School voor speciaal onderwijs - Onderdeel van de Stichting Protestants Christelijk Onderwijs                                                                       |            |
| Prof. Dr. Ph. A. Kohnstammschool     | Openbaar                | 1950      | Rubenslaan                 | - Onderdeel van de Stichting Openbaar Primair Onderwijs Utrecht |            |
| Rafaëlschool                         | Protestants-christelijk |           | Kanaleneiland              | - School voor speciaal onderwijs - Onderdeel van de Stichting Protestants Christelijk Onderwijs                                                                       |            |
| De Regenboog                         | Protestants-christelijk |           | Tuindorp                   | - Onderdeel van de Stichting Protestants Christelijk Onderwijs |            |
| De Ridderhof                         | Protestants-christelijk | 2003      | Terwijde                   | - Onderdeel van de Stichting Protestants Christelijk Onderwijs |            |
| Rietendakschool                      | Openbaar                |           | Zuilen                     | - Onderdeel van de Stichting Openbaar Primair Onderwijs Utrecht |            |
| Daltonschool Rijnsweerd              | Openbaar                | 1978      | Rijnsweerd                 | - School voor daltononderwijs - Onderdeel van de Stichting Openbaar Primair Onderwijs Utrecht                                                                         |            |
| Het Rotsoord                         | Protestants-christelijk |           | Tolsteeg                   | - School voor leerlingen met een auditieve of communicatieve beperking - Onderdeel van de Koninklijke Effatha Guyot Groep                                             |            |
| CBS de Schakel                       | Protestants-christelijk | 1970      | Overvecht                  | - Onderdeel van de Stichting Protestants Christelijk Onderwijs |            |
| Shri Krishnaschool                   | Hindoeïstisch           | 2005      | De Meern                   | - Onderdeel van de Stichting Hindoe Onderwijs |            |
| De Spits                             | Rooms-katholiek         | 1979      | Lunetten                   | - Onderdeel van de Katholieke Scholenstichting Utrecht |            |
| EBS Talitha                          | Evangelisch             | 2007      | Transwijk                  | |            |
| Torenpleinschool                     | Protestants-christelijk | 1907      | Vleuten                    | - Onderdeel van de Katholieke Scholenstichting Utrecht |            |
| OBS Tuindorp                         | Openbaar                | 1993      | Tuindorp                   | - Onderdeel van de Stichting Openbaar Primair Onderwijs Utrecht |            |
| De Twaalfruiter                      | Rooms-katholiek         | 2004      | Vleuten                    | |            |
| OBS Pieterskerkhof                   | Openbaar                | 1824      | Museumkwartier             | - School voor daltononderwijs - Vestigingen aan Pieterskerkhof en Laan van Puntenburg - Onderdeel van de Stichting Openbaar Primair Onderwijs Utrecht                 |            |
| Utrechtse Schoolvereniging           | Openbaar                | 1919      | Schildersbuurt             | |            |
| Van Asch van Wijckschool             | Protestants-christelijk | 1932      | Lombok                     | - Onderdeel van de Katholieke Scholenstichting Utrecht |            |
| Villa Nova                           | Rooms-katholiek         | 1996      | Nieuw Engeland             | - Onderdeel van de Katholieke Scholenstichting Utrecht |            |
| OBS Vleuterweide                     | Openbaar                | 2004      | Vleuterweide               | - Onderdeel van de Stichting Openbaar Primair Onderwijs Utrecht |            |
| OBS Voordorp                         | Openbaar                | 1992      | Voordorp                   | - Onderdeel van de Stichting Openbaar Primair Onderwijs Utrecht - Verdeeld over twee locaties                                                                         |            |
| Vrije School Utrecht                 | Openbaar                | 1983      | Museumkwartier             | - School voor vrijeschoolonderwijs |            |
| OBS Waterrijk                        | Openbaar                | 2004      | Terwijde                   | - Onderdeel van de Stichting Openbaar Primair Onderwijs Utrecht |            |
| W.G. van de Hulstschool              | Protestants-christelijk | 1858      | Rivierenwijk               | - Onderdeel van de Katholieke Scholenstichting Utrecht |            |
| GBS de Wissel                        | Protestants-christelijk |           | Wittevrouwen               | - School voor Gereformeerd onderwijs |            |
| Winford College                      | Particulier onderwijs   |           | Binnenstad (Utrecht)       | - Particulier onderwijs - Naast basisonderwijs biedt Winford ook voortgezet aan                                                                                       |            |
| Jenaplanschool Wittevrouwen          | Openbaar                | 1985      | Wittevrouwen               | - School voor jenaplanonderwijs - Onderdeel van de Stichting Openbaar Primair Onderwijs Utrecht - Verdeeld over twee locaties                                         |            |
| De Zeven Gaven                       | Rooms-katholiek         |           | Kanaleneiland              | - Onderdeel van de Katholieke Scholenstichting Utrecht |            |
| OBS Het Zand                         | Openbaar                |           | Het Zand                   | - Onderdeel van de Stichting Openbaar Primair Onderwijs Utrecht |            |
| Jenaplanschool Zonnewereld           | Protestants-christelijk | 2004      | Vleuterweide               | - School voor jenaplanonderwijs - Onderdeel van de Stichting Protestants Christelijk Onderwijs                                                                        |            |

### Overig
| Naam                                  | Soort                             | Opgericht | Locatie        | Opmerkingen                                                 | Afbeelding |
| ------------------------------------- | --------------------------------- | --------- | -------------- | ----------------------------------------------------------- | ---------- |
| Utrechts Conservatorium               | Conservatorium                    | 1875      | Mariaplaats    | - Onderdeel van de HKU                                      |            |
| Internationale Schakelklassen Utrecht | Internationale schakelklas        |           | Overvecht      | - Onderdeel van NUOVO                                       |            |
| James Boswell Instituut               | Opleidings- en trainingsinstituut |           | Rijnsweerd     | - Onderdeel van de Universiteit Utrecht                     |            |
| Volksuniversiteit Utrecht             | Volksuniversiteit                 | 1918      | Museumkwartier | - Onderdeel van de Bond van Nederlandse Volksuniversiteiten |            |

### Voormalige onderwijsinstellingen
| Naam                                  | Soort             | Opgericht | Locatie                | Opmerkingen | Afbeelding |
| ------------------------------------- | ----------------- | --------- | ---------------------- | --- | ---------- |
| Atheneum F. De Munnik                 | Middelbare school | 1968-1991 | Tuindorp               | - Gesloten na dalende leerlingenaantallen |            |
| College Blaucapel                     | Middelbare school | 1917-2005 | Tuindorp               | - Voorheen Christelijke Hoogere Burger School en Reformatorisch College Blaucapel - Opgegaan in het Gerrit Rietveld College                                 |            |
| 1e Christelijke LTS Hengevelstraat 30 | Ambachtsschool    | 19??-19?? | Wittevrouwen           | |            |
| Utrechtsch Museum van Kunstnijverheid | Kunstnijverheid   | 1886-1924 | Wittevrouwenkade       | |            |
| OSG Hendrik van der Vlist             | Middelbare school | 1961-1990 | Kanaleneiland Lunetten | - Opgegaan in het Prisma College (opgeheven) |            |
| Hiëronymusschool                      | Middelbare school | 1474-1877 | Binnenstad             | - Opgegaan in het Utrechts Stedelijk Gymnasium |            |
| Katholieke LTS St. Maarten            | Ambachtsschool    | 19??-19?? | Nieuw Engeland         | |            |
| LTS Schoolplein 9                     | Ambachtsschool    | 1877-1977 | Buiten Wittevrouwen    | |            |
| Mecklenburgschool                     | Basisschool       | 19??-19?? | Abstede                | - Voorheen Koningin Wilhelminaschool |            |
| Meerstroom College                    | Middelbare school | ?-2008    | Abstede                | - Opgegaan in het Trajectum College |            |
| Middelbare Technische School          | Middelbare school | 1910-19?? | Dichterswijk           | - Opgegaan in de Hogeschool Utrecht |            |
| Ned. Herv. Gemeente School            | Basisschool       | 1914-1984 | Wittevrouwen           | - Opgegaan in de Brugghenschool in Tuindorp-Oost |            |
| Niels Stensen College                 | Middelbare school | 1962-2003 | Kanaleneiland          | - Gesloten na dalend leerlingenaantal |            |
| Prinses Ireneschool                   | Basisschool       | 19??-19?? | Rivierenwijk           | |            |
| RKBS Sint-Catharina                   | Basisschool       | 1881-?    | Abstede                | |            |
| Scholengemeenschap de Klop            | Middelbare school | ?-2005    | Tuindorp               | - Opgegaan in het Gerrit Rietveld College |            |
| School voor Journalistiek             | Hogeschool        | 1966-?    | De Uithof              | - Opleiding voor journalistiek - Opgegaan in de Hogeschool Utrecht - Studenten van Hogeschool Utrecht noemen opleiding nog altijd School voor Journalistiek |            |
| Thorbecke Scholengemeenschap          | Middelbare school | ?-2003    | Binnenstad Overvecht   | - Gesloten na dalend leerlingenaantal - Opgegaan in UniC |            |
| Sint-Willibrordus Mavo                | Middelbare school | 19??-19?? | Museumkwartier         | |            |